# Hedychium malayanum
Hedychium malayanum är en enhjärtbladig växtart som beskrevs av Henry Nicholas Ridley, Isaac Henry Burkill och Richard Eric Holttum. Hedychium malayanum ingår i släktet Hedychium och familjen Zingiberaceae. Inga underarter finns listade i Catalogue of Life.